# Benjamin Yusupov
Benjamin Yusupov (russisch Вениамин Яковлевич Юсупов, Transkription Weniamin Jakowlewitsch Jussupow, wiss. Transliteration Veniamin Jakovlevič Jusupov; * 22. November 1962 in Duschanbe, Tadschikische Sozialistische Sowjetrepublik) ist ein Komponist, Dirigent und Pianist.

## Werdegang
Benjamin Yusupov studierte von 1981 bis 1990 am Moskauer Tschaikowski-Konservatorium Klavier, Komposition, Musiktheorie und Dirigieren bei Juri Fortunatow, Juri Cholopow und Dmitri Kitajenko. 1990 emigrierte er nach Israel, wo er 2001 an der Bar-Ilan-Universität zum Dr. phil. promovierte.
1987 wurde Yusupov zum Chefdirigenten des Philharmonischen Orchesters von Duschanbe ernannt, wo er Werke aus allen musikalischen Epochen aufführte. Er unternahm  Tourneen durch die Sowjetunion. Seit seiner Übersiedlung nach Israel hat sich eine kontinuierliche Zusammenarbeit mit den dortigen Orchestern  Israel Philharmonic Orchestra, Jerusalem Symphony Orchestra, Haifa Symphony, Israel Chamber Orchestra und den Tel-Aviv Soloists  entwickelt.
Seine Werke wurden bei  Festivals in Russland, beim Internationalen Komponistenfestival Rostrum in Paris (1990), beim Almeida Festival in London (1994), bei der Zagreber Biennale (2001), bei den Ludwigsburger Schlossfestspielen (2004) und bei Festivals in Israel aufgeführt. Am 10. Januar 2008 wurde das Cellokonzert von Yusupov von dem lettischen Cellisten Mischa Maisky an dessen 60. Geburtstag unter der Leitung des Komponisten in Luzern uraufgeführt. Für den Geiger Vadim Repin schrieb Yusupov 2013 sein 2. Violinkonzert mit dem Titel Voices of Violin.
Yusupov erhielt 1989 eine Auszeichnung des sowjetischen Komponistenverbandes, 1993 den  „Clone Prize of the Israeli Composers' League“, und im gleichen Jahr gewann er für seine Komposition Gabriel den ersten Preis in einem Wettbewerb im Rahmen der Eröffnung des Hauses Gabriel im Jordantal. 1999 wurde ihm der Preis des israelischen Ministerpräsidenten verliehen. Sein Violinkonzert bekam den ACUM-Preis für die beste israelische Komposition der Saison 2001/2002. Der gleiche Preis wurde ihm für sein Konzert für Viola und Orchester als beste israelische Komposition 2003/2004 zuerkannt. Die Uraufführung fand mit Maxim Vengerov und der Radiophilharmonie des NDR Hannover unter der Leitung von Eiji Ōue im Mai 2005 statt. 2007 erhielt Yusupov den „Landau Award for the Performing Arts“. Für sein Konzert für Violoncello und Orchester erhielt er außerdem 2009 den „Engel Prize“ der Stadt Tel Aviv.
Yusupovs Kompositionen beruhen auf westlichen wie auch östlichen Musiktraditionen, wobei er besonders auf musikalische Überlieferungen verschiedener jüdisch-ethnischer Gemeinschaften zurückgreift mit dem Ziel, einen neuen Stil israelischer Musik zu kreieren. Yusupovs Interesse an den verschiedenen musikalischen Kulturen reicht von Osteuropa im Norden bis Äthiopien im Süden und von Zentralasien im Osten bis Marokko im Westen. Sein Stil zeigt einerseits spezifische kulturelle Identitäten verschiedener ethnischer Gruppen und kombiniert andererseits die besonderen Regeln dieser Traditionen mit westlichen Kompositionsmethoden. Darüber hinaus sind für Yusupov Timbre und Klangfarbe  wichtige strukturelle Elemente. In seinen Kompositionen verwendet er original ethnische Instrumente, versucht aber auch, diese Klänge durch die Instrumente des westlichen Symphonieorchesters auszudrücken.

## Werke

### Orchesterwerke
- Falak für Symphonieorchester (1988)
- Gabriel für Symphonieorchester (1991)
- Symphonie für Symphonieorchester (1992)
- Nostalgia für Streichorchester (1992)
- Aleph für Symphonieorchester (1995)
- Iniquities für 16 Spieler, Santur und Duduk (nach Psalm 130) (1998)
- Go Tango für Orchester (2003)
- Postludium für Orchester (2003)
- Fantasia on the Fantasie (von Schubert D 940) für Kammerorchester (2019)

### Konzerte
- Sinfonia Concertante für Klavier und Orchester (1989–1990/1993)
- Tanovor für Flöte und Kammerorchester (1994)
- Nola für verschiedene Flöten (Flöte, Bassflöte, Kontrabassflöte) und Streichorchester
- Konzert für Violine und Orchester (1998)
- Dasht für Posaune, ethnische Instrumente und Kammerensemble (1999)
- Maximum für Violine, Viola, Altflöte, Harfe und Orchester
- Konzert für Viola und Orchester (2003)
- Concerto Intimo für Klavier und Orchester (2005)
- Konzert für Violoncello und Orchester (2006)
- Con moto für Marimba (Klavier) und Streichorchester (2007)
- Konzert für zwei Klarinetten und Orchester (2010)
- Voices of Violin, Konzert Nr. 2 für Violine und Orchester (2013)
- Listen to our Cry, Konzert für Trompete, Klavier und Streichorchester (2015)
- Kfar-Saba-Certo, Konzert für Solisten (2017)

### Vokalmusik
- Feelings of creation Kantate für Erzähler, gemischter Chor, Perkussion, Viola und Klavier (1995)
- Six Tanka für Mezzosopran, Violine (oder Viola) und Klavier (1998)
- Ani Yeshena Velibi Er für Frauenchor, Duduk und Akkordeon (2017)

### Kammermusik
- Sadoi Kuchsor (Berg-Klänge) für Blechbläserquintett (Horn, zwei Trompeten, Posaune und Tuba (1985))
- Streichquartett (1986)
- Sonate für Violoncello und Klavier (1988)
- Melancholy für Klavier (1984/1995)
- Quintett für Marimba (Klavier), zwei Violinen, Viola und Violoncello (1996)
- Metaphor für Harfe (oder Klavier) (1996). UA am 10. Oktober 2007 im Jewish Community Center, New York, durch das Ensemble Continuum.[1]
- Jonona für Flöte, Oud, arabische Violine, Kontrabass und Perkussion (1996)
- But in vain für Flöte, Viola und Harfe (1997)
- What I wished for für Streichquartett (1997)
- Segoh für Flöte, Oud, arabische Violine und Perkussion (1997)
- Sonate für zwei Klaviere (1983/1998)
- Klaviertrio (2000)
- Dirlo Bubin für Flöte, Oud, arabische Violine, Kontrabass und Perkussion (2000)
- Crossroads No. I für Altflöte, Violine und Crotales (antike Zimbeln) (2003)
- Crossroads No. II für Klavier (2004)
- Crossroads No. III für Gitarre (2006)
- Haqqoni – Crossroads No. IV für Klarinette, Violine, Violoncello, Klavier und Tonband (2007). UA am 10. Oktober 2007 im Jewish Community Center, New York, durch das Ensemble Continuum.[1]
- Musica Mundi für Streichquartett (2008)
- Crossroads No. V für Streichsextett (2008)
- Memories – Crossroads No. VI für Oktett (2009)
- Cultures of the Past für Klavier vierhändig (2013)
- Subconscious Labyrinths für Klavier (2013)
- Klaviertrio No. 2 From Jewish Traditions (2018)